# Ermes Maria Sforza
Ermes Maria Sforza, marchese di Tortona (10 maggio 1470 – Innsbruck, 1503), era figlio del duca di Milano Galeazzo Maria Sforza e di Bona di Savoia.

## Biografia
Bona ricevette Novara come feudo dal marito nel 1469. Nel 1472 una disposizione ducale permise a Bona di lasciare il feudo di Novara, e i proventi del territorio, al suo secondogenito Ermes.
Nel 1476, a 6 anni, Ermes rimase orfano del padre, assassinato nella chiesa di Santo Stefano il 26 dicembre; perciò lo stato di Milano fu ereditato da suo fratello maggiore Gian Galeazzo, che aveva solo un anno più di lui. La loro madre Bona di Savoia fu quindi nominata reggente del figlio ancora bambino e si impegnò a proteggere i diritti dei propri figli contro gli intrighi e le aspirazioni usurpatrici degli zii, soprattutto di Ludovico Maria Sforza, il Moro, zio paterno di Ermes e Gian Galeazzo.
Quando lo zio Ludovico il Moro infine prese il potere nel 1480, Ermes rimase sotto la sua custodia, da lui ebbe incarichi onorevoli ma subì anche limitazioni alla propria volontà. 
Nel 1488 Ermes fu mandato come ambasciatore dallo zio Ludovico il Moro alla corte di Napoli a chiedere la mano di Isabella d'Aragona, che suo padre Galeazzo aveva scelto come sposa per Gian Galeazzo, già prima di essere ucciso. Le nozze avvennero per procura a Napoli e fu Ermes a rappresentare lo sposo.
Nell'aprile del 1500, in seguito alla sconfitta riportata a Novara contro i francesi, venne catturato insieme allo zio Ascanio Sforza da Carlo Orsini, che aveva il compito di consegnare ai francesi il cardinale.
Ermes e altri signori filosforzeschi furono rinchiusi nel castello di Novara.
 mentre il contado della città passò ai francesi.
Dopo la caduta definitiva dello zio Ludovico il Moro, Ermes riuscì a fuggire in Tirolo, sotto la protezione di sua sorella l'Imperatrice Bianca Maria Sforza e di suo marito l'Imperatore Massimiliano I d'Asburgo. Morì ad Innsbruck alcuni anni dopo.

## Ascendenza
|                       |                   |                        | Genitori                        |  |  | Nonni |  |  | Bisnonni          |  |  | Trisnonni          |  |
|                       |                   |                        |                                 |  |  |       |  |  | Giacomo Attendolo |  |  | Giovanni Attendolo |  |
|                       |                   |                        |                                 |  |  |       |  |  | Giacomo Attendolo |  |  | Giovanni Attendolo |  |
|                       |                   | Elisa Petraccini       |                                 |  |  |       |  |  | Giacomo Attendolo |  |  |                    |  |
| Francesco I Sforza    |                   |                        |                                 |  |  |       |  |  | Giacomo Attendolo |  |  |                    |  |
|                       |                   | Lucia Terziani         | …                               |  |  |       |  |  |                   |  |  |                    |  |
|                       |                   | Lucia Terziani         | …                               |  |  |       |  |  |                   |  |  |                    |  |
|                       |                   | Lucia Terziani         | …                               |  |  |       |  |  |                   |  |  |                    |  |
| Galeazzo Maria Sforza |                   | Lucia Terziani         |                                 |  |  |       |  |  |                   |  |  |                    |  |
|                       |                   | Filippo Maria Visconti | Gian Galeazzo Visconti          |  |  |       |  |  |                   |  |  |                    |  |
|                       |                   | Filippo Maria Visconti | Gian Galeazzo Visconti          |  |  |       |  |  |                   |  |  |                    |  |
|                       |                   | Filippo Maria Visconti | Caterina Visconti               |  |  |       |  |  |                   |  |  |                    |  |
| Bianca Maria Visconti |                   | Filippo Maria Visconti |                                 |  |  |       |  |  |                   |  |  |                    |  |
|                       |                   | Agnese del Maino       | Ambrogio del Maino              |  |  |       |  |  |                   |  |  |                    |  |
|                       |                   | Agnese del Maino       | Ambrogio del Maino              |  |  |       |  |  |                   |  |  |                    |  |
|                       |                   | Agnese del Maino       | ?...Negri                       |  |  |       |  |  |                   |  |  |                    |  |
| Ermes Maria Sforza    |                   | Agnese del Maino       |                                 |  |  |       |  |  |                   |  |  |                    |  |
|                       | Antipapa Felice V | Amedeo VII di Savoia   |                                 |  |  |       |  |  |                   |  |  |                    |  |
|                       | Antipapa Felice V | Amedeo VII di Savoia   |                                 |  |  |       |  |  |                   |  |  |                    |  |
|                       | Antipapa Felice V | Bona di Berry          |                                 |  |  |       |  |  |                   |  |  |                    |  |
| Ludovico di Savoia    | Antipapa Felice V |                        |                                 |  |  |       |  |  |                   |  |  |                    |  |
|                       |                   | Maria di Borgogna      | Filippo II di Borgogna          |  |  |       |  |  |                   |  |  |                    |  |
|                       |                   | Maria di Borgogna      | Filippo II di Borgogna          |  |  |       |  |  |                   |  |  |                    |  |
|                       |                   | Maria di Borgogna      | Margherita III delle Fiandre    |  |  |       |  |  |                   |  |  |                    |  |
| Bona di Savoia        |                   | Maria di Borgogna      |                                 |  |  |       |  |  |                   |  |  |                    |  |
|                       |                   | Giano di Lusignano     | Giacomo I di Cipro              |  |  |       |  |  |                   |  |  |                    |  |
|                       |                   | Giano di Lusignano     | Giacomo I di Cipro              |  |  |       |  |  |                   |  |  |                    |  |
|                       |                   | Giano di Lusignano     | Helvis di Brunswick-Grubenhagen |  |  |       |  |  |                   |  |  |                    |  |
| Anna di Cipro         |                   | Giano di Lusignano     |                                 |  |  |       |  |  |                   |  |  |                    |  |
|                       |                   | Carlotta di Borbone    | Giovanni I di Borbone-La Marche |  |  |       |  |  |                   |  |  |                    |  |
|                       |                   | Carlotta di Borbone    | Giovanni I di Borbone-La Marche |  |  |       |  |  |                   |  |  |                    |  |
|                       |                   | Carlotta di Borbone    | Caterina di Vendôme             |  |  |       |  |  |                   |  |  |                    |  |
|                       |                   | Carlotta di Borbone    |                                 |  |  |       |  |  |                   |  |  |                    |  |